# نورين (حومة أبهر)
نورین (بالفارسية: نورین) هي قرية تقع في إيران في منطقة مركزية ريفية. يقدر عدد سكانها بـ 2,088 نسمة .